# AG-58 (Spanje)

De AG-58

De AG-58 of Acceso a Cacheiras is een autoweg in Galicië en verbindt de AG-59 met Cacheiras over een afstand van 1,3 kilometer. De weg werd aangelegd tussen 2005 en 2008.